# Åsjön, Lappland
Åsjön är en sjö i Dorotea kommun och Strömsunds kommun i Lappland och ingår i Ångermanälvens huvudavrinningsområde. Sjön har en area på 0,865 kvadratkilometer och ligger 367 meter över havet. Sjön avvattnas av vattendraget Lillån.

## Delavrinningsområde
Åsjön ingår i det delavrinningsområde (716367-148241) som SMHI kallar för Utloppet av Åsjön. Medelhöjden är 393 meter över havet och ytan är 6,43 kvadratkilometer. Räknas de 25 avrinningsområdena uppströms in blir den ackumulerade arean 115,34 kvadratkilometer. Lillån som avvattnar avrinningsområdet har biflödesordning 3, vilket innebär att vattnet flödar genom totalt 3 vattendrag innan det når havet efter 254 kilometer. Avrinningsområdet består mestadels av skog (73 procent) och sankmarker (10 procent). Avrinningsområdet har 0,87 kvadratkilometer vattenytor vilket ger det en sjöprocent på 13,5 procent.